# Флутиказон
Флутиказон — синтетический фторированный кортикостероид, лекарственный препарат, глюкокортикоид.
В комбинации с препаратом салметерол входит в перечень жизненно необходимых и важнейших лекарственных препаратов.
Флутиказон выпускается под различными торговыми марками в виде назальных спреев, ингаляторов, кремов и мазей. Применяется в лечении бронхиальной астмы, аллергических ринитов. В форме крема или мази применяется для лечения экземы, нейродерматозов, укусов насекомых, узловой почесухи, псориаза, себорейного дерматита.

## Эффективность и безопасность
При хронической обструктивной болезнь лёгких флутиказон показал меньшую безопасность, чем другой кортикостероид будесонид, в сравнении с которым у флутиказона выше риск развития пневмонии.

## Применение
Флутиказон, как и другие стероидные препараты, применяется при лечении хронической обструктивной болезни лёгких.
Его применение противопоказано при беременности, наличии гиперчувствительности к действующему веществу препарата, а также кормлении грудью. Аэрозоль и спрей не применяются в лечении детей в возрасте до четырёх лет. Мазь и крем нельзя использовать для лечения угрей, первичных поражений кожи вирусной, бактериальной, грибковой этиологии, при грудном возрасте (до одного года), а также при периоральном дерматите.

## Побочные эффекты
При применении назального спрея флутиказона может наступить перфорация носовой перегородки, раздражение носоглотки, неприятный привкус и запах. Аэрозоль для ингаляций может вызвать охриплость голоса, кандидоз слизистой рта, а также развитие парадоксального бронхоспазма. Использование мази и крема может вызвать гипертрихоз, жжение и зуд в месте нанесения, аллергический контактный дерматит, стрии и гипопигментацию, а при длительном применении существует опасность возникновения симптоматического гиперкортицизма.